# 舞浜コーポレーション
株式会社舞浜コーポレーション（まいはま -）は、千葉県浦安市舞浜にあるオリエンタルランド(OLC)の完全子会社である。

## 概要
主に、OLCから東京ディズニーリゾート(TDR)に於けるチケットの販売業務・キャストコスチュームの管理業務・ゲストへのアンケート調査業務、浦安市内にあるショッピングセンター「ユニモール」・「パークスクエア」の経営・管理・運営のほか、OLC所有の遊休地の活用（駐車場など）などを受託している。
またOLCグループ各社に対するオフィス機器をはじめとする資機材の販売や、損害保険・生命保険の取り扱いも行っている。

## 沿革
- 1994年2月14日　オリエンタルランドの100%出資子会社として設立。
- 1997年12月8日　グリーンアンドアーツの設立に伴い、造園・土木などの事業全般を譲渡。
- 1998年6月15日　フォトワークスの設立に伴い画像・映像関する事業全般を譲渡。
- 1999年2月4日　舞浜ビジネスサービスの設立に伴い、マッサージ、事務代行などの障害者雇用関連事業を譲渡。
- 2000年10月6日　リゾートクリーニングサービスの設立に伴い、クリーニング事業を譲渡。
- 2001年6月8日　舞浜ビルメンテナンスの設立に伴い、清掃・警備の事業を譲渡。
- 2015年4月1日 販売業務を舞浜ビルメンテナンスに譲渡。同日、舞浜ビルメンテナンスはMBMに改称。